# 温宿青年农场
温宿青年农场，是中华人民共和国新疆维吾尔自治区阿克苏地区温宿县下辖的一个类似乡级单位。

## 行政区划
温宿青年农场下辖以下地区：
第一村、第二村和第三村。